# Kvalifikace na Mistrovství Evropy ve fotbale 1996 – skupina 3
Zápasy 3. kvalifikační skupiny na Mistrovství Evropy ve fotbale 1996 se konaly v období od 7. září 1994 do 15. listopadu 1995. Ze pěti účastníků si postup do závěrečného turnaje zajistily reprezentační týmy Švýcarska a Turecka.

## Výsledky
Domácí mužstva jsou psána v řádku, hostující ve sloupečku.
|    | Skupina 3 | Švýcarsko | Turecko | Švédsko | Maďarsko | Island |
| 1. | Švýcarsko |           | 1:2     | 4:2     | 3:0      | 1:0    |
| 2. | Turecko   | 1:2       |         | 2:1     | 2:0      | 5:0    |
| 3. | Švédsko   | 0:0       | 2:2     |         | 2:0      | 1:1    |
| 4. | Maďarsko  | 2:2       | 2:2     | 1:0     |          | 1:0    |
| 5. | Island    | 0:2       | 0:0     | 0:1     | 2:1      |        |

## Tabulka
| Poř. | Tým       | Z | V | R | P | VG | OG | B  |
| ---- | --------- | - | - | - | - | -- | -- | -- |
| 1.   | Švýcarsko | 8 | 5 | 2 | 1 | 15 | 7  | 17 |
| 2.   | Turecko   | 8 | 4 | 3 | 1 | 16 | 8  | 15 |
| 3.   | Švédsko   | 8 | 2 | 3 | 3 | 9  | 10 | 9  |
| 4.   | Maďarsko  | 8 | 2 | 2 | 4 | 7  | 13 | 8  |
| 5.   | Island    | 8 | 1 | 2 | 5 | 3  | 12 | 5  |

## Zápasy
| 7.9.1994 |       |              |                                                                                |
| Island   | 0 – 1 | Švédsko      | Laugardalsvöllur, Rejkjavík diváci: 14,361 rozhodčí: Leslie Mottram (Scotland) |
|          |       | Ingesson 36' | Laugardalsvöllur, Rejkjavík diváci: 14,361 rozhodčí: Leslie Mottram (Scotland) |

| 7.9.1994              |       |                       |                                                                          |
| Maďarsko              | 2 – 2 | Turecko               | Népstadion, Budapešť diváci: 20,000 rozhodčí: Pierluigi Pairetto (Italy) |
| Kiprich 4' Halmai 43' |       | Şükür 67' Korkmaz 72' | Népstadion, Budapešť diváci: 20,000 rozhodčí: Pierluigi Pairetto (Italy) |

| 12.10.1994                                  |       |        |                                                                                   |
| Turecko                                     | 5 – 0 | Island | Ali Sami Yen Stadium, Istanbul diváci: 11,280 rozhodčí: Nikolai Levnikov (Russia) |
| Sancakli 11', 26' Şükür 29', 61' Yalçin 66' |       |        | Ali Sami Yen Stadium, Istanbul diváci: 11,280 rozhodčí: Nikolai Levnikov (Russia) |

| 12.10.1994                                              |       |                           |                                                                         |
| Švýcarsko                                               | 4 – 2 | Švédsko                   | Wankdorf Stadium, Bern diváci: 24,000 rozhodčí: David Elleray (England) |
| Ohrel 36' Blomqvist 64' (vl.) Sforza 80' Türkyilmaz 82' |       | K.Andersson 6' Dahlin 61' | Wankdorf Stadium, Bern diváci: 24,000 rozhodčí: David Elleray (England) |

| 16.11.1994            |       |          |                                                                                      |
| Švédsko               | 2 – 0 | Maďarsko | Råsunda Stadium, Stockholm diváci: 27,500 rozhodčí: Mario van der Ende (Netherlands) |
| Brolin 43' Dahlin 70' |       |          | Råsunda Stadium, Stockholm diváci: 27,500 rozhodčí: Mario van der Ende (Netherlands) |

| 16.11.1994 |       |        |                                                                                           |
| Švýcarsko  | 1 – 0 | Island | Stade Olympique de la Pontaise, Lausanne diváci: 15,800 rozhodčí: Patrick Kelly (Ireland) |
| Bickel 44' |       |        | Stade Olympique de la Pontaise, Lausanne diváci: 15,800 rozhodčí: Patrick Kelly (Ireland) |

| 14.12.1994  |       |                      |                                                                                   |
| Turecko     | 1 – 2 | Švýcarsko            | Ali Sami Yen Stadium, Istanbul diváci: 35,000 rozhodčí: Ion Crăciunescu (Romania) |
| R.Çetin 39' |       | Koller 7' Bickel 16' | Ali Sami Yen Stadium, Istanbul diváci: 35,000 rozhodčí: Ion Crăciunescu (Romania) |

| 29.3.1995             |       |                 |                                                                       |
| Maďarsko              | 2 – 2 | Švýcarsko       | Népstadion, Budapešť diváci: 13,000 rozhodčí: Alfred Wieser (Austria) |
| Kiprich 50' Illés 72' |       | Subiat 74', 84' | Népstadion, Budapešť diváci: 13,000 rozhodčí: Alfred Wieser (Austria) |

| 29.3.1995           |       |                        |                                                                             |
| Turecko             | 2 – 1 | Švédsko                | BJK İnönü Stadium, Istanbul diváci: 0 rozhodčí: Alfredo Trentalange (Italy) |
| Aşik 64' Yalçin 75' |       | K.Andersson 23' (pen.) | BJK İnönü Stadium, Istanbul diváci: 0 rozhodčí: Alfredo Trentalange (Italy) |

| 26.4.1995 |       |         |                                                                                |
| Maďarsko  | 1 – 0 | Švédsko | Népstadion, Budapešť diváci: 8,300 rozhodčí: Antonio Jesús Lõpez Nieto (Spain) |
| Halmai 2' |       |         | Népstadion, Budapešť diváci: 8,300 rozhodčí: Antonio Jesús Lõpez Nieto (Spain) |

| 26.4.1995    |       |                            |                                                                                   |
| Švýcarsko    | 1 – 2 | Turecko                    | Wankdorf Stadium, Bern diváci: 24,000 rozhodčí: Frans van den Wijngaert (Belgium) |
| Hottiger 38' |       | Şükür 17' Temizkanoğlu 56' | Wankdorf Stadium, Bern diváci: 24,000 rozhodčí: Frans van den Wijngaert (Belgium) |

| 1.6.1995          |       |                   |                                                                              |
| Švédsko           | 1 – 1 | Island            | Råsunda Stadium, Stockholm diváci: 25,676 rozhodčí: Atanas Uzunov (Bulgaria) |
| Brolin 16' (pen.) |       | A.Gunnlaugsson 3' | Råsunda Stadium, Stockholm diváci: 25,676 rozhodčí: Atanas Uzunov (Bulgaria) |

| 11.6.1995                  |       |            |                                                                         |
| Island                     | 2 – 1 | Maďarsko   | Laugardalsvöllur, Rejkjavík diváci: 4,474 rozhodčí: Alain Sars (France) |
| Bergsson 61' S.Jónsson 66' |       | Vincze 20' | Laugardalsvöllur, Rejkjavík diváci: 4,474 rozhodčí: Alain Sars (France) |

| 16.8.1995 |       |                         |                                                                             |
| Island    | 0 – 2 | Švýcarsko               | Laugardalsvöllur, Rejkjavík diváci: 8,387 rozhodčí: Ryszard Wójcik (Poland) |
|           |       | Ohrel 4' Türkyılmaz 18' | Laugardalsvöllur, Rejkjavík diváci: 8,387 rozhodčí: Ryszard Wójcik (Poland) |

| 6.9.1995 |       |           |                                                                   |
| Švédsko  | 0 – 0 | Švýcarsko | Ullevi, Göteborg diváci: 40,505 rozhodčí: Piero Ceccarini (Italy) |
|          |       |           | Ullevi, Göteborg diváci: 40,505 rozhodčí: Piero Ceccarini (Italy) |

| 6.9.1995      |       |          |                                                                                     |
| Turecko       | 2 – 0 | Maďarsko | BJK İnönü Stadium, Istanbul diváci: 25,358 rozhodčí: Václav Krondl (Czech Republic) |
| Şükür 9', 31' |       |          | BJK İnönü Stadium, Istanbul diváci: 25,358 rozhodčí: Václav Krondl (Czech Republic) |

| 11.10.1995                          |       |          |                                                                 |
| Švýcarsko                           | 3 – 0 | Maďarsko | Hardturm, Zurich diváci: 21,000 rozhodčí: Charles Agius (Malta) |
| Türkyilmaz 22' Sforza 56' Ohrel 90' |       |          | Hardturm, Zurich diváci: 21,000 rozhodčí: Charles Agius (Malta) |

| 11.10.1995 |       |         |                                                                               |
| Island     | 0 – 0 | Turecko | Laugardalsvöllur, Rejkjavík diváci: 2,308 rozhodčí: Hartmut Strampe (Germany) |
|            |       |         | Laugardalsvöllur, Rejkjavík diváci: 2,308 rozhodčí: Hartmut Strampe (Germany) |

| 11.11.1995 |       |        |                                                                                    |
| Maďarsko   | 1 – 0 | Island | Stadion Rudolf Illovszky, Budapešť diváci: 1,120 rozhodčí: Georgios Bikas (Greece) |
| Illés 56'  |       |        | Stadion Rudolf Illovszky, Budapešť diváci: 1,120 rozhodčí: Georgios Bikas (Greece) |

| 15.11.1995                       |       |                      |                                                                             |
| Švédsko                          | 2 – 2 | Turecko              | Råsunda Stadium, Stockholm diváci: 16,238 rozhodčí: Ryszard Wójcik (Poland) |
| Alexandersson 24' Pettersson 53' |       | Şükür 62' Sağlam 72' | Råsunda Stadium, Stockholm diváci: 16,238 rozhodčí: Ryszard Wójcik (Poland) |